# Academia Dominicana da Língua
A Academia Dominicana da Língua (em castelhano:  Academia Dominicana de la Lengua), é uma associação de acadêmicos e especialistas sobre o uso da língua espanhola na República Dominicana. Foi fundada em 12 de outubro de 1927 em Santo Domingo. É membro da Associação de Academias da Língua Espanhola.